# Kostel svatého Mikuláše (Horní Brusnice)
Kostel svatého Mikuláše je římskokatolický, filiální, dříve farní, orientovaný kostel v Horní Brusnici. Je chráněn od 25 1. 2007 jako kulturní památka České republiky.

## Historie
Původní dřevěný kostelík byl v 16. století nahrazen kamenným, který byl roku 1828 uzavřen kvůli havarijnímu stavu a byl později stržen. Současný kostel byl postaven v letech 1842–1846. V letech 2008–2010 v kostele probíhaly koncerty zpěváků a kapel populární hudby, pořádané agenturou MP Pecka.

## Architektura
Empírová stavba s výbornou akustikou.

## Bohoslužby
Bohoslužby se konají poslední sobotu v měsíci v 15.00 hod.